# Karl Ohly
Karl Julius Wilhelm Theodor Ohly (* 8. Juni 1860 in Haiger; † 27. Februar 1919 in Nassau (Lahn)) war ein deutscher evangelischer Theologe, zuletzt Generalsuperintendent. 
Geboren als Sohn des Pfarrers Emil Ohly und seiner Frau Caroline, geb. Habersang, studierte Ohly nach seinem Abitur in Dillenburg ab 1879 Evangelische Theologie in Leipzig,  Tübingen und Berlin. Während seines Studiums wurde er 1881 Mitglied des Vereins Deutscher Studenten Berlin. Er schloss sich an den christlich-sozialen Politiker und Hofprediger Adolf Stoecker an. Nach kurzem Aufenthalt im Theologischen Seminar Herborn wurde er 1883 in die Gemeinde Nied (damals Ortsteil von Höchst am Main) entsandt. Hier wurde er am 22. Juli 1883 ordiniert und am 1. April 1884 zum Pfarrer befördert. 1886 ging er zur Unterstützung  seines erkrankten Vaters in die lutherische Gemeinde (Wuppertal-)Elberfeld und übernahm 1888 dessen Pfarrstelle. Von 1899 bis 1913 wirkte er als Hof- und Domprediger bei Kaiser Wilhelm II. in Berlin, nachdem er den Kaiser auf seiner Palästinareise 1898 begleitet hatte. 1906 übernahm er auch die Leitung der Berliner Stadtmission von Adolf Stoecker. 1913 kehrte er als Generalsuperintendent des Konsistorialbezirks Wiesbaden in seine Heimat zurück, wo er nach dem traumatischen Erleben des Todes zweier Kinder und der deutschen Niederlage im Ersten Weltkrieg starb. 
Ohly war mit Emma Muthmann verheiratet. Von ihren Kindern sind bekannt:
- Emil Ohly (1885–1944), Pfarrer in Stockholm
- Arthur Ohly (1896–1917), fiel als Leutnant vor Verdun
- Frieda Ohly (1900–1914)

## Schriften (Auswahl)
Neben einzelnen Predigten veröffentlichte Ohly:
- Emil Ohly. Ein Lebensbild aus der Nassauischen und Rheinischen Kirche. Nassauischer Colportageverein, Herborn 1891.
- Reiseerinnerungen aus dem Morgenlande. Buchhandlung der Evangelischen Gesellschaft : Elberfeld, [1898].
- Kaiser Wilhelm II. Ein treuer Fürst. Zum 25jährigen Regierungs-Jubiläum niedergeschrieben für Schule und Haus. Velhagen & Klasing, Bielefeld/Leipzig, 1913
- Zum Jahrestag des Weltkrieges. Ein Gruß der heimatlichen Kirche ihren Gliedern im Felde entboten. Nassauischer Colportageverein, Herborn 1915 (Digitalisat).
- Der Krieg und die Jugend. Nassauischer Colportageverein, Herborn 1916.